# 생피에르 미클롱의 기

생피에르 미클롱은 프랑스의 국기를 기로 사용한다.

생피에르 미클롱의 비공식 깃발

생피에르 미클롱은 프랑스의 국기를 기로 사용하고 있다.

## 생피에르 미클롱의 비공식 깃발
생피에르 미클롱의 비공식적인 기는 파란색 바탕에 노란색 선박이 그려져 있으며, 깃대 쪽으로 바스크인, 브르타뉴인, 노르망디인을 상징하는 깃발의 문양이 장식되어 있다.

## 같이 보기
- 생피에르 미클롱의 문장
- 프랑스의 국기